# Антипризма
Антипризма — полуправильный многогранник, у которого две параллельные грани (основания) — равные между собой правильные n-угольники, а остальные 2n граней (боковые грани) — правильные треугольники.
Октаэдр является антипризмой с треугольными основаниями. Икосаэдр сложен из пятиугольной антипризмы и двух правильных пятиугольных пирамид.

## Объем и площадь поверхности
Пусть {\displaystyle a} — длина ребра правильной антипризмы. Тогда её объем вычисляется по формуле:
{\displaystyle V={\frac {n{\sqrt {4\cos ^{2}{\frac {\pi }{2n}}-1}}\sin {\frac {3\pi }{2n}}}{12\sin ^{2}{\frac {\pi }{n}}}}\;a^{3}}
а площадь поверхности по формуле:
{\displaystyle S={\frac {n}{2}}\left(\mathrm {ctg} {\frac {\pi }{n}}+{\sqrt {3}}\right)a^{2}.}

## Вариации и обобщения

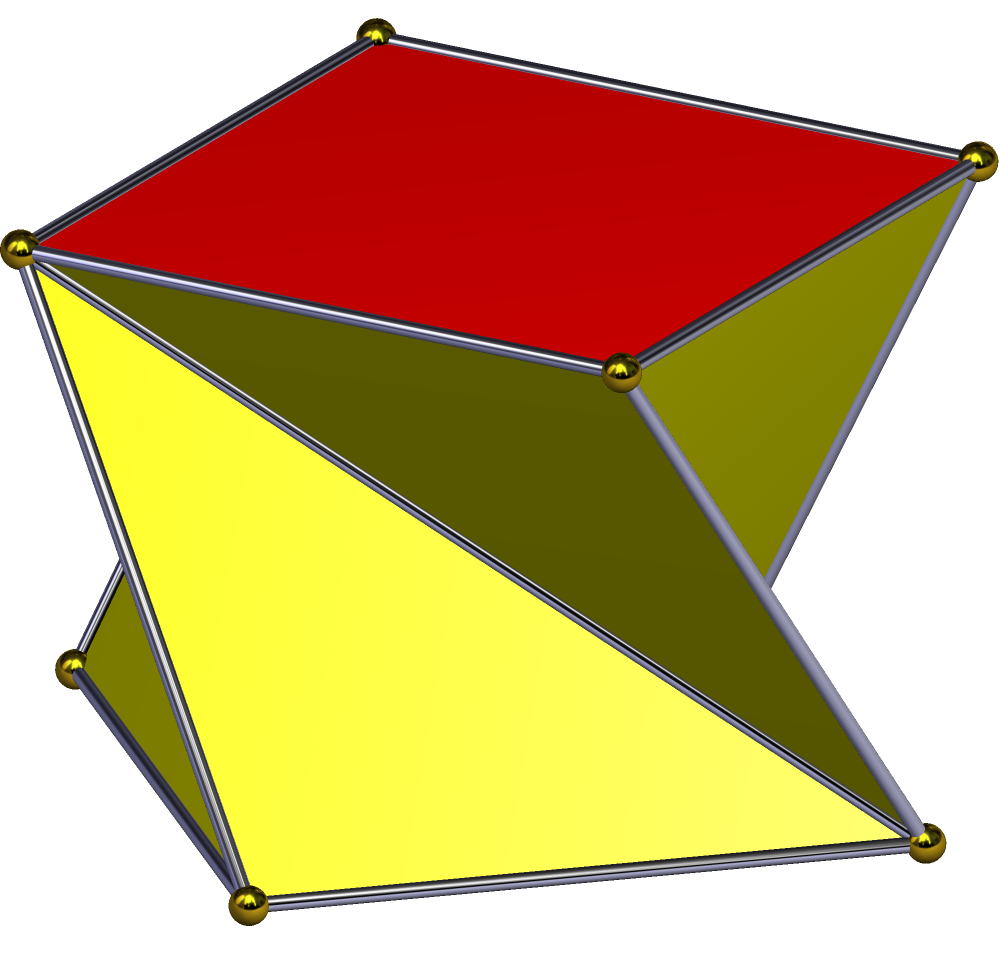
Скрученная квадратная антипризма

- Скрученная квадратная антипризма получается из антипризмы поворотом одного из оснований при сохранении комбинаторной структуры граней рёбер и вершин.
  - Многогранник Шёнхардта — скрученная треугольная антипризма.

| Многогранник |          |         |         |         |         |         |         |         |          |          |          |            |
| Мозаика      |          |         |         |         |         |         |         |         |          |          |          |            |
| Конфигурация | V2.3.3.3 | 3.3.3.3 | 4.3.3.3 | 5.3.3.3 | 6.3.3.3 | 7.3.3.3 | 8.3.3.3 | 9.3.3.3 | 10.3.3.3 | 11.3.3.3 | 12.3.3.3 | ...∞.3.3.3 |

| *n62 варианты симметрии правильных мозаик: {6,n} | *n62 варианты симметрии правильных мозаик: {6,n} | *n62 варианты симметрии правильных мозаик: {6,n} | *n62 варианты симметрии правильных мозаик: {6,n} | *n62 варианты симметрии правильных мозаик: {6,n} | *n62 варианты симметрии правильных мозаик: {6,n} | *n62 варианты симметрии правильных мозаик: {6,n} | *n62 варианты симметрии правильных мозаик: {6,n} | *n62 варианты симметрии правильных мозаик: {6,n} |
| Сферические                                      | Евклидовы                                        | Гиперболические мозаики                          | Гиперболические мозаики                          | Гиперболические мозаики                          | Гиперболические мозаики                          | Гиперболические мозаики                          | Гиперболические мозаики                          | Гиперболические мозаики                          |
| ------------------------------------------------ | ------------------------------------------------ | ------------------------------------------------ | ------------------------------------------------ | ------------------------------------------------ | ------------------------------------------------ | ------------------------------------------------ | ------------------------------------------------ | ------------------------------------------------ |
| {6,2}                                            | {6,3}                                            | {6,4}                                            | {6,5}                                            | {6,6}                                            | {6,7}                                            | {6,8}                                            | ...                                              | {6,∞}                                            |